# Caryanda aurata
Caryanda aurata är en insektsart som beskrevs av Mao, B., G. Ren och X. Ou 2007. Caryanda aurata ingår i släktet Caryanda och familjen gräshoppor. Inga underarter finns listade i Catalogue of Life.